# Loiret (rivier)
De Loiret is een zijriviertje van de Loire van slechts twaalf kilometer lang. Niettemin heeft het zijn naam gegeven aan het departement van de Loiret in Midden-Frankrijk.
De rivier ontstaat uit een ondergrondse tak van de Loire die opnieuw aan de oppervlakte komt, en dan door de gemeenten Orléans, Olivet en Saint-Pryvé-Saint-Mesmin weer naar de hoofdstroom vloeit. Het hele stroomgebied ligt in de agglomeratie van de stad Orléans.
De voornaamste zijrivier is de Dhuy.
De naam van het kanton Orléans-La Source verwijst naar de bron van de rivier.
- Virtual International Authority File: 8432148574370424430005